# لورنا رايفر
لورنا رايفر (بالإنجليزية: Lorna Raver)‏ هي ممثلة أمريكية، ولدت في 9 أكتوبر 1943 في الولايات المتحدة. بدأت مشوارها المهني سنة 1989.

## أعمال

### أفلام
- (2009) اسحبني إلى الجحيم[3][4]

### مسلسلات
- بنات غيلمور
- بيفرلي هيلز 90210
- التحقيق في موقع الجريمة
- كولد كيس
- ويدز

## وصلات خارجية
- لورنا رايفر على موقع IMDb (الإنجليزية)
- لورنا رايفر على موقع ألو سيني (الفرنسية)
- لورنا رايفر على موقع أول موفي (الإنجليزية)
- لورنا رايفر على موقع قاعدة بيانات الأفلام السويدية (السويدية)
- لورنا رايفر على موقع قاعدة بيانات الفيلم (الإنجليزية)
- لورنا رايفر على موقع كينوبويسك (الروسية)